# 金达路站
金达路站是郑州地铁2号线的地铁车站，位于中华人民共和国河南省郑州市惠济区花园北路与金达路交叉口，于2019年12月28日启用。

## 车站结构
金达路站的主体结构位于花园北路西侧的绿化带地下，呈南北向布置，为地下二层车站，B1层为站厅层，B2层为站台层。
| 1F  | 地面     | 所有出入口                                       | 所有出入口                                       | 所有出入口                                       |
| B1F | 站厅     | 客服中心、自动售票机、行李检查、闸机、车站控制室 | 客服中心、自动售票机、行李检查、闸机、车站控制室 | 客服中心、自动售票机、行李检查、闸机、车站控制室 |
| B2F | █ 2号线  | 往贾河方向（金洼）                               | 往贾河方向（金洼）                               | 往贾河方向（金洼）                               |
| B2F | 岛式站台 |                                                  | 至站厅                                           | 卫生间                                           |
| B2F | █ 2号线  | 往南四环/城郊线郑州航空港站方向（刘庄）          | 往南四环/城郊线郑州航空港站方向（刘庄）          | 往南四环/城郊线郑州航空港站方向（刘庄）          |

### 站厅
金达路站的站厅位于B1层，设有客服中心、自动售票机、行李检查等设施。站厅由闸机和栏杆分隔为付费区和非付费区，付费区内设有自动扶梯、步梯和无障碍电梯连接站台层。在站厅近A口通道处设有卫生间和母婴室。

### 站台
金达路站设一座岛式站台，位于B2层，安装有高站台门。站台呈南北向，西侧站台面由2号线下行（南四环/城郊线郑州航空港站方向）列车使用，东侧站台面由2号线上行（贾河方向）列车使用。在站台南端设有卫生间和母婴室。

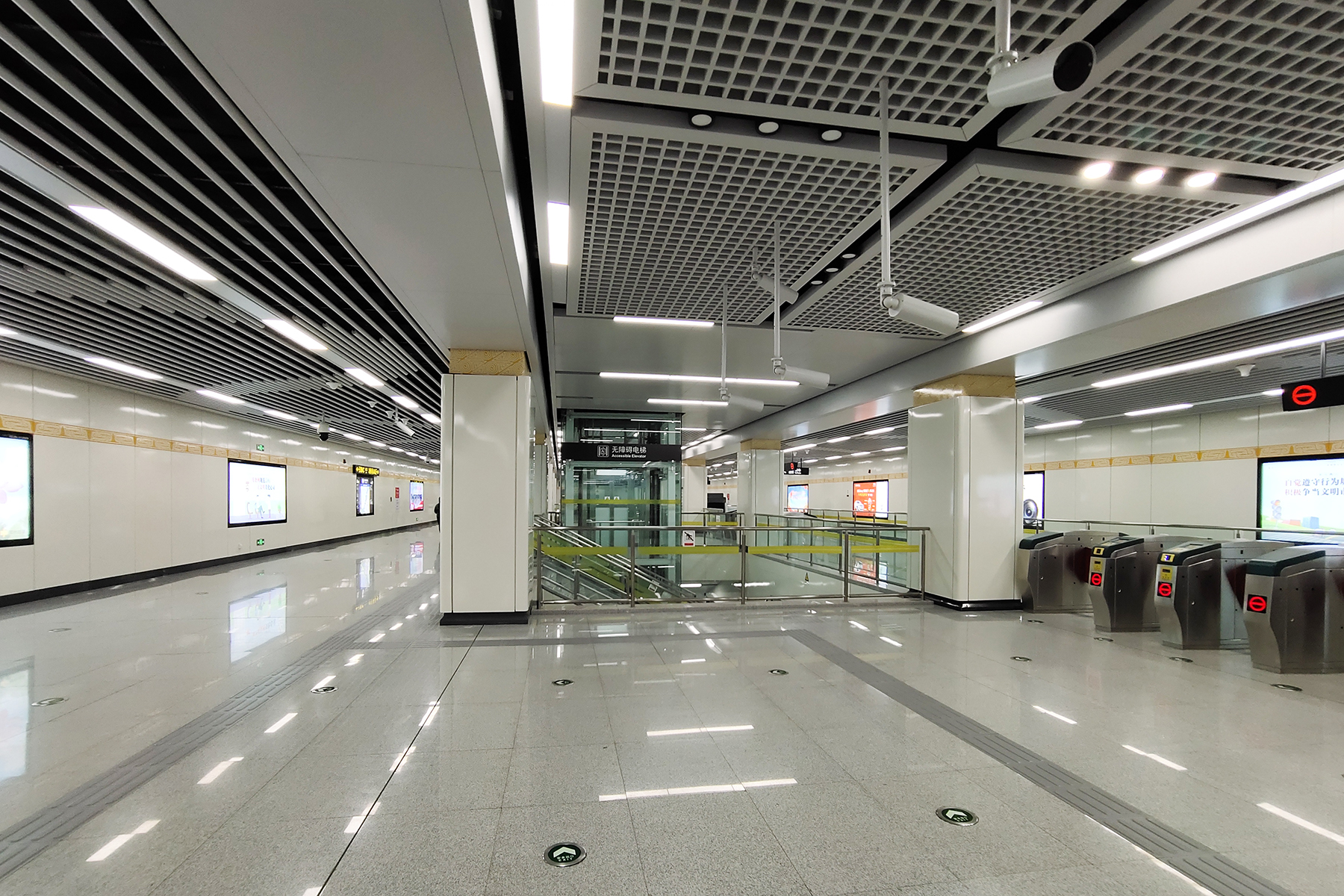
站厅
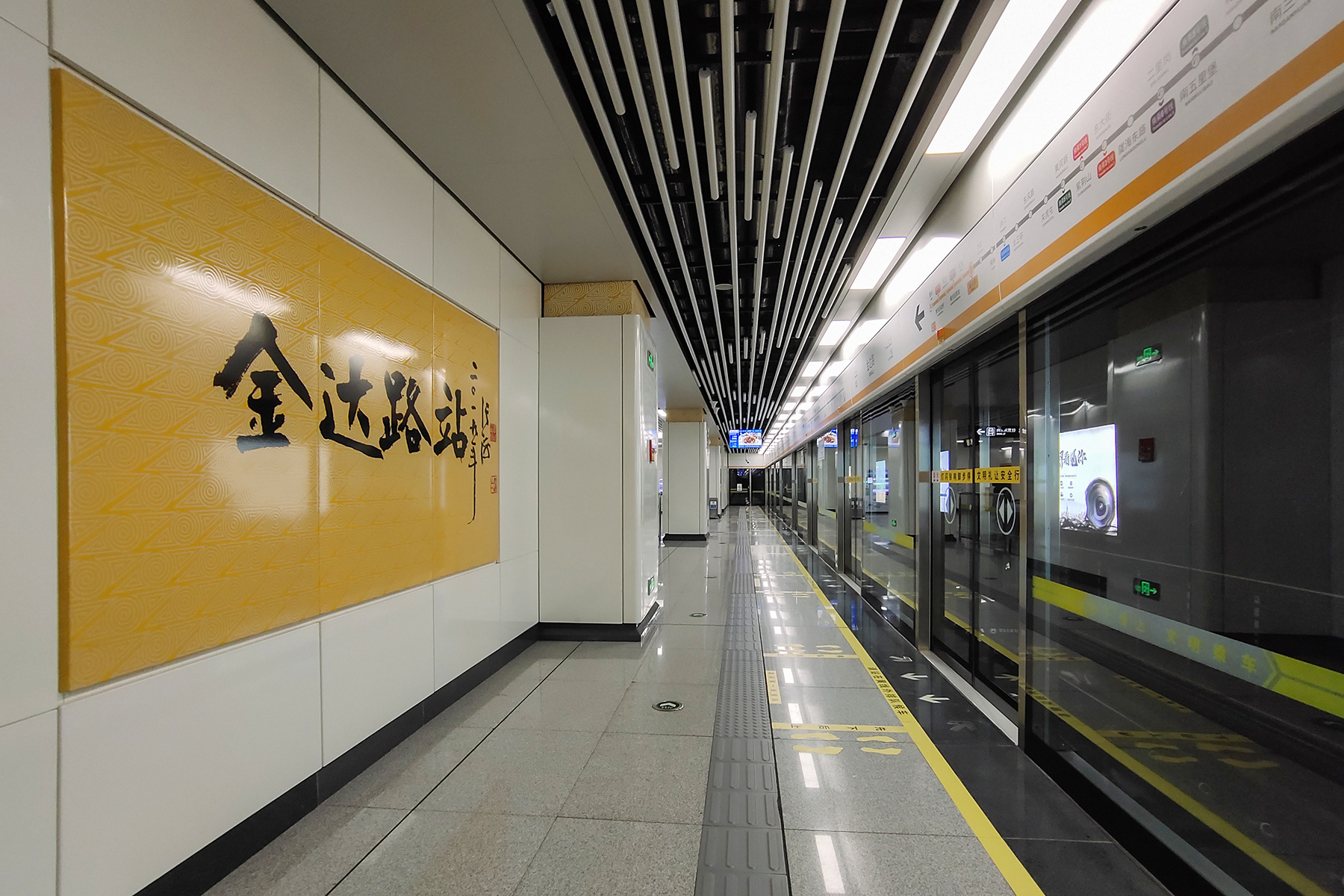
站台上的站名大字壁

### 出入口
金达路站设有A、B、C共3个出入口，连接地面与站厅的非付费区。其中A口位于花园北路西侧，B、C口则位于花园北路和金达路交叉路口的西北角。A口设有无障碍电梯。
该站各出入口详细信息如下表所示。
| 花园路金达路 | 花园路金达路     | 花园路金达路 | 花园路金达路 | 花园路金达路 |
| 编号         | 路线             | 路线         | 路线         | 备注         |
| ------------ | ---------------- | ------------ | ------------ | ------------ |
| G9           | 花园口村公交站   | ⇆            | 航海路秦岭路 |              |
| 270          | 石桥公交站       | ⇆            | 刘庄公交站   |              |
| 702          | 刘庄公交站       | ⇆            | 郑州技师学院 |              |
| 703          | 刘庄公交站       | ⇆            | S312关帝庙   |              |
| Y11          | 花园口村公交站   | ⇆            | 火车站北港湾 | 夜间服务     |
| 郑平602      | 平原示范区客运站 | ⇆            | 郑州客运北站 |              |

| 金达路花园路 | 金达路花园路 | 金达路花园路 | 金达路花园路 | 金达路花园路 |
| 编号         | 路线         | 路线         | 路线         | 备注         |
| ------------ | ------------ | ------------ | ------------ | ------------ |
| S212         | 腾飞街公交站 | ⇆            | 东赵公交站   |              |